# Kvantumkriptográfia
A kvantumkriptográfia a kriptográfia egy ága, mely a kvantummechanika lehetőségeit is kihasználó kriptográfiai módszerekkel foglalkozik. Az ilyen módszerek fő előnye, hogy a kvantumállapotok határozott lemásolása a kvantumfizika törvényei folytán lehetetlen (lehetetlenné téve bármilyen brute force elvű támadást), és egyúttal a kiolvasás aktusa megváltoztatja a kvantum állapotát (így a lehallgatási kísérlet azonnal le is lepleződik). Ez a klasszikus módszerekkel nem megvalósítható. A kvantumkriptográfia egyik fő témaköre a kvantumkulcsmegosztás.

## Története
A kvantumkriptográfia kezdete Stephen Wiesner és Gilles Brassard munkásságának tulajdonítható. Wiesner volt, a New York-i Columbia Egyetemen, aki az 1970-es évek elején bevezette a kvantumkonjugált kódolás fogalmát. Az IEEE Információelméleti Társaság elutasította "Konjugátumkódolás" című tanulmányát, amelyet végül 1983-ban publikáltak a SIGACT News-ban. Ebben a cikkben megmutatta, hogyan tárolhat vagy továbbíthat két üzenetet úgy, hogy két "konjugált megfigyelhető anyagba" kódolja őket, például fotonok lineáris és kör alakú polarizációjával, hogy valamelyik, de nem mindkettő fogadható és dekódolható. Csak akkor, amikor Charles H. Bennett, az IBM Thomas J. Watson Kutatóközpont-tól és Gilles Brassard találkozott a Puerto Rico-ban megrendezett 20. IEEE szimpóziumon, jöttek rá, hogyan lehet beépíteni Weisner eredményeit. "A fő áttörés akkor történt, amikor rájöttünk, hogy a fotonok célja nem az információ tárolása, hanem az átadása."  1984-ben, a munkára építve, Bennett és Brassard javaslatot tett a biztonságos kommunikáció módszerére, amelyet ma BB84-nek hívnak. 1991-ben Artur Ekert másfajta megközelítést dolgozott ki a kvantumkulcseloszlásra, sajátos kvantumkorrelációkon alapulva, kvantum-összefonódás néven.
Subhash Kak háromlépcsős protokollja javasolja a polarizáció véletlenszerű elforgatását mindkét fél részéről. Ez a módszer elvileg használható az adatok folyamatos, megszakíthatatlan titkosításához, ha egyetlen fotont használnak. Az alapvető polarizációs forgási séma megvalósult. Ez tisztán a kvantumalapú kriptográfia módszerét képviseli a kvantumkulcsszétosztás ellen, amikor a tényleges titkosítás klasszikus.
A BB84 módszer a kvantumkulcs eloszlási módszerek alapja. Kvantumkriptográfiai rendszereket gyártó vállalatok közé tartozik a MagiQ Technologies, Inc. (Boston, Massachusetts, Egyesült Államok), ID Quantique (Genf, Svájc), QuintessenceLabs (Canberra, Ausztrália) és SeQureNet (Párizs, Franciaország).

## Kvantumkulcsszétosztás
A kvantumkriptográfia legismertebb és legfejlettebb alkalmazása a kvantumkulcsszétosztás (QKD), amely a kvantumkommunikáció felhasználásával megosztott kulcsot hoz létre két fél között,anélkül hogy a harmadik fél  bármit tudna erről a kulcsról, még akkor is, ha a harmadik fél lehallgatja  a másik két fél közötti összes kommunikációt. Ha a harmadik fél megpróbálja megismerni a létrehozandó kulcsot, akkor eltérések merülnek fel, és a másik két fél észreveszi. A kulcs létrehozása után azt általában klasszikus technikákkal titkosított kommunikációhoz használják. Például a kicserélt kulcs felhasználható szimmetrikus kriptográfiához.
A kvantumkulcseloszlás biztonsága matematikailag igazolható anélkül, hogy korlátoznák a hallgató képességeit, ami a klasszikus kulcseloszlásnál nem lehetséges. Ezt általában "feltétel nélküli biztonságnak" nevezik, bár van néhány minimális feltételezés, beleértve azt is, hogy a kvantummechanika törvényei érvényesek, és hogy a két fél képes legyen hitelesíteni egymást, azaz a harmadik félnek nem szabad képessé válnia a másik két fél megszemélyesítésére, mivel ellenkező esetben a középtávú támadás lehetséges.
Noha a kvantumkulcs eloszlás látszólag biztonságos, alkalmazásának praktikalitása kérdéses. Ennek oka az átviteli távolság és a kulcsgenerációs sebesség korlátozása. A folyamatban lévő tanulmányok és a növekvő technológia lehetővé tett további előrelépéseket ezekben a korlátozásokban. 2018-ban Lucamarini et. al. olyan rendszert javasolt, amely valószínűleg túllépheti a „sebesség-távolság korlátot”. Az ikermezős kvantumkulcselosztó rendszer azt sugallja, hogy az optimális kulcssebességek elérhetők az „550 kilométeres szabványos optikai szálon”, amelyet a mai kommunikációban gyakran használnak.

## Bizalmatlan kvantumkriptográfia
Bizalmatlan titkosítás során a részt vevő felek nem bíznak egymásban. Például Alice és Bob közreműködik néhány számítás elvégzésében, ahol mindkét fél megad magánbemeneteket. De Alice nem bízik meg Bobban, Bob pedig nem bízik Alice-ben. Így a kriptográfiai feladat biztonságos végrehajtása megköveteli, hogy a számítás befejezése után Alice-nek garantálható legyen, hogy Bob nem verte át, és Bob garantálhatja, hogy Alice sem verte át. A bizalmatlan kriptográfia feladataira példa a kötelezettségvállalási rendszerek és a biztonságos számítások, az utóbbi tartalmazza az érme átfordításának és elhanyagolható átadásának további példáit. A kulcsszétosztás nem tartozik a bizalmatlan kriptográfia területéhez. A bizalmatlan kvantumkriptográfia a bizalmatlan kriptográfiát tanulmányozza kvantumrendszerek segítségével.
A kvantumkulcsszétosztással ellentétben, ahol a feltétlen biztonság a kvantumfizika törvényei alapján érhető el, a bizalmatlan kriptográfia különféle feladatainak esetében nincsenek olyan tételek, amelyek azt mutatják, hogy lehetetlen feltétel nélkül biztonságos protokollokat elérni, csak a kvantumfizika törvényei alapján. Ezen feladatok egy része azonban feltétel nélküli biztonsággal megvalósítható, ha a protokollok nemcsak a kvantummechanikát, hanem a speciális relativitáselméletet is kihasználják. Például Mayers valamint Lo és Chau lehetetlennek bizonyította a feltétlenül biztonságos kvantumbit-elkötelezettséget. Lo és Chau feltétlenül biztonságos ideális kvantumérmék átalakítását is lehetetlennek bizonyította. Ezenkívül Lo megmutatta, hogy nem létezhetnek feltétel nélkül biztonságos kvantumprotokollok a kettőből egy feledékeny átvitelhez és más biztonságos két résztvevős számításokhoz. Kent azonban feltétlenül biztonságos relativisztikus protokollokat mutatott be az érme megfordítás és a bit-elkötelezettséghez.

## Kvantumérme-megfordítás
A kvantumkulcseloszlástól eltérően a kvantumérme megfordítás egy olyan protokoll, amelyet két olyan résztvevő között használnak, akik nem bíznak egymásban. A résztvevők kvantumcsatornán keresztül kommunikálnak, és kvitek továbbításával információcserét folytatnak.  Például, a feladó, Alice, véletlenszerűen határozza meg a kvitek sorrendjét, majd továbbítja azokat Bob-nak. Ezután Bob felismeri és rögzíti a jegyzetet. Miután Bob rögzítette az Alice által küldött jegyzetet, kitalál Alice-nek, hogy milyen alapon választotta. Alice beszámol arról, hogy Bob nyert vagy veszített -, majd továbbítja neki az egész eredeti qubit-sorozatát. Mivel a két fél nem bízik egymásban, valószínűleg csalás történhetet a folyamat bármely szakaszában.
A kvantumérme megfordítás elméletileg biztonságos eszköz a két bizalmatlan fél közötti kommunikációhoz, ám ezt fizikailag nehéz megvalósítani.

## Kvantum elkötelezettség
A kvantumérme megfordításon kívül kvantum-elkötelezettség-protokollokat vezetnek be, ha bizalmatlan felek kommunikálnak. A kötelezettségvállalási rendszer lehetővé teszi egy fél, Alice számára, hogy rögzítsen egy bizonyos értéket ("elkötelezze") oly módon, hogy Alice nem tudja megváltoztatni ezt az értéket, miközben ugyanakkor biztosítja, hogy a fogadó Bob nem tudhat semmit erről az értékről, amíg Alice nem árulja el Az ilyen elkötelezettségi sémákat általában használják a kriptográfiai protokollokban (pl. vantumérme megfordítása, nulla tudásbiztosság, biztonságos kétoldalú számítás és feledékeny átvitel).
A kvantumbeállításban különösen hasznosak lennének: Crépeau és Kilian megmutatták, hogy egy elkötelezettségből és kvantumcsatornából feltétel nélkül biztonságos protokollt lehet felépíteni az úgynevezett feledékeny átvitel végrehajtására. Ugyanakkor a nyilvánvaló transzfert Kilian bizonyította, hogy lehetővé teszi szinte minden elosztott számítás biztonságos megvalósítását (úgynevezett biztonságos többrésztvevős számítás). (Ne feledje, hogy itt kissé pontatlanok vagyunk: Crépeau és Kilian   együttes eredményei nem közvetlenül azt sugallják, hogy egy elkötelezettség és egy kvantumcsatorna biztonságos többrésztvevős számítást végezhet. Ennek oka az, hogy az eredmények nem garantálják a „összeállíthatóságot”, vagyis ha összekapcsolják őket, elveszítheti a biztonságot.
Sajnos a korai kvantumelkötelezettség-protokollok hibásnak bizonyultak. Valójában  Mayers megmutatta, hogy a (feltétel nélkül biztonságos) kvantumelkötelezettség lehetetlen: egy számítástechnikai szempontból korlátlan támadó bármilyen kvantumelkötelezetségi protokollt feltörhet.
Mayers eredménye azonban nem zárja ki annak lehetőségét, hogy kvantumelkötelezettség-protokollokat (és így biztonságos többrésztvevős számítási protokollokat) készítsenek olyan feltételezések mellett, amelyek sokkal gyengébbek, mint a kvantumkommunikációt nem igénylő elkötelezettség-protokollok feltételezései. Az alábbiakban ismertetett korlátozott kvantumtárolási modell példát mutat egy olyan beállításra, amelyben a kvantumkommunikáció felhasználható kötelezettségvállalási protokollok készítésére. A 2013. novemberi áttörés az információ „feltétel nélküli” biztonságát kínálja a kvantumelmélet és a relativitáselmélet felhasználásával, amelyet globális szinten első ízben sikerült bizonyítani. A közelmúltban Wang et. al javasolt egy másik kötelezettségvállalási rendszert, amelyben a "feltétlen bujkálás" tökéletes.

## Korlátozott és zajos-kvantumtároló modell
Feltétel nélkül biztonságos kvantumelkötelezettség és kvantumelfelejtő transzfer (OT) protokollok felépítésének egyik lehetősége a korlátos kvantumtároló modell (BQSM) használata. Ebben a modellben feltételezzük, hogy az ellenfél által tárolható kvantum adatok mennyiségét valamilyen ismert állandó Q korlátozza. Ugyanakkor a klasszikus (azaz nem kvantum) adatok mennyiségére az ellenfélnek nincs korlátozása.
A BQSM-ben elkötelezettségi és elfelejtő átadási protokollokat lehet felépíteni. Az alapvető ötlet a következő: A protokoll felek nem több, mint Q kvantumbit (kvbit) cserét végeznek. Mivel még egy tisztességtelen fél sem tudja tárolni mindezt az információt (az ellenfél kvantummemóriája Q kvitekre korlátozódik), az adatok nagy részét meg kell mérni vagy el kell dobni. Ha a tisztességtelen feleket az adatok nagy részének mérésére kényszerítik, akkor a protokoll megkerüli a lehetetlenség eredményét, az elkötelezettség és a feledékeny átviteli protokollok most megvalósíthatók.
A Damgård, Fehr, Salvail és Schaffner által a BQSM-ben készített protokollok nem feltételezik, hogy a becsületes protokoll résztvevői bármilyen információt tárolnak; a műszaki követelmények hasonlóak a kvantumkulcsszétosztási protokollok követelményeihez. Ezeket a protokollokat tehát - legalábbis elvben - a mai technológiával meg lehet megvalósítani. A kommunikáció bonyolultsága csak egy állandó tényező, amely nagyobb, mint az ellenfél kvantummemóriájának kötött Q-ja.
A BQSM előnye, hogy a feltételezés, hogy az ellenfél kvantummemóriája korlátozott, elég realisztikus. A mai technológiának köszönhetően az egyetlen kvbit megbízható tárolása kellően hosszú ideig nehéz. (A "kellően hosszú" jelentése a protokoll részleteitől függ. Egy mesterséges szünet bevezetésével a protokollban az ellenfél tetszőleges időtartamát meghosszabbíthatja a kvantumadatok tárolása érdekében.)
A BQSM kiterjesztése a zajos tárolási modell, amelyet Wehner, Schaffner és Terhal vezettek be. Ahelyett, hogy az ellenfél kvantummemória fizikai méretének felső határát vesszük figyelembe, az ellenfélnek megengedett, hogy tetszőleges méretű, tökéletlen kvantumtároló eszközöket használjon. A tökéletlenség szintjét zajos kvantumcsatornák modellezik. A elég magas zajszint eléréséhez ugyanazok a primitívumok hozhatóak létre, mint a BQSM-nél  és a BQSM a zajos-tároló modell különleges esetét képezi.
Klasszikus környezetben hasonló eredmények érhetők el, ha feltételezzük, hogy a klasszikus (nem kvantum) adatok mennyisége korlátozott, amelyet az ellenfél tárolhat. Bebizonyosodott azonban, hogy ebben a modellben a becsületes feleknek is nagy mennyiségű memóriát kell használniuk (nevezetesen az ellenfél memóriájának négyzetgyökével megkötve). Ez teszi ezeket a protokollokat a valósághű memóriahatárok számára kivitelezhetetlenné. (Vegye figyelembe, hogy a mai technológiával, például a merevlemezekkel az ellenfél olcsón képes nagy mennyiségű klasszikus adatot tárolni.)

## Pozícióalapú kvantumkriptográfia
A pozícióalapú kvantumkriptográfia célja a fél földrajzi helyzetének (csak) hitelesítő adatként való felhasználása. Például, üzenetet akar küldeni egy meghatározott pozícióban lévő félnek azzal a garanciával, hogy csak akkor olvasható el, ha a fogadó fél abban az adott pozícióban található. A helyzet-ellenőrzés alapvető feladatában egy fél, Alice meg akarja győzni a (becsületes) hitelesítőket arról, hogy egy adott ponton található. Chandran mutatta meg hogy ez a helyzet-ellenőrzés a klasszikus protokollok alkalmazásával lehetetlen az ellenfelek összejátszása miatt (akik a becsületes fél állása kivételével minden pozíciót irányítanak). Az ellenfelekre vonatkozó különféle korlátozások mellett is lehetséges a rendszer kijátszása.
A „kvantumcímkézés” néven Kent 2002-ben megvizsgálta az első helyzet-alapú kvantumrendszereket. 2006-ban amerikai szabadalmat  adtak ki rá. A kvantumhatások helymeghatározáshoz történő felhasználásának fogalma először a tudományos irodalomban jelent meg 2010-ben. Miután számos további kvantumprotokollt javasoltak a helyzet ellenőrzésére 2010-ben, Buhrman et al. általános lehetetlenségű eredményt állított: hatalmas mennyiségű kvantumbeillesztéssel (kétszer exponenciális számú EPR-párt használnak, azon kvbitek számában, amelyeken a becsületes játékos működik), az összejátszott ellenfelek mindig képesek arra, hogy elhitessék a hitelesítővel, hogy az állítólagos helyen tartózkodnak. Ez az eredmény azonban nem zárja ki a gyakorlati sémák lehetőségét a korlátozott vagy zajos-kvantumtároló modellben (lásd fent). Később Beigi és König exponenciálissá tette az EPR-párok mennyiségét, amely szükséges a helyzet-ellenőrzési protokollok elleni általános támadáshoz. Azt is megmutatták, hogy egy adott protokoll biztonságos marad az ellenfelek ellen, akik csak egy lineáris mennyiségű EPR-párt irányítanak. Azt állítják, hogy az idő-energia összekapcsolódás miatt a kvantumhatások révén történő hivatalos feltétel nélküli helymeghatározás lehetősége továbbra is nyitott probléma.

## Eszközfüggetlen kvantumkriptográfia
A kvantumkriptográfiai protokoll eszközfüggetlen, ha biztonsága nem azon múlik, hogy a kvantumkészülékek valóban megbizhatóak-e. Ezért egy ilyen protokoll biztonsági elemzésénél figyelembe kell venni a hiányos vagy akár rosszindulatú eszközök forgatókönyveit. Mayers és Yao javaslatot tettek a kvantumprotokollok „önteszteléses” kvantumkészülékek felhasználásával történő megtervezésére, amelyek belső működését az input-output statisztikák segítségével egyedileg meg lehet határozni. Ezt követően Roger Colbeck disszertációjában  Bell tesztek használatát javasolta az eszközök becsületességének ellenőrzésére. Azóta számos problémáról bebizonyosodott, hogy elfogadja a feltétel nélküli biztonságos és eszközfüggetlen protokollokat, még akkor is, ha a Bell-teszt elvégzésére szolgáló eszközök lényegében "zajosak", vagyis messze nem ideálisak. Ezek a problémák magukban foglalják a kvantumkulcsszétosztást, a véletlenszerűség kiterjesztését, és a véletlenszerűségi erősítést.
2018-ban Arnon-Friedman  arra utal, hogy egy olyan entrópia tulajdonságának kihasználása, amelyet később "Entrópia-felhalmozódási tételnek (EAT)" hívnak, az aszimptotikus felszerelés tulajdonságának kiterjesztése, garantálhatja az eszközfüggetlen protokoll biztonságát.

## A kvantumkriptográfián túl
A kvantumszámítógépek technológiai valósággá válhatnak; ezért fontos tanulmányozni a kvantumszámítógéphez hozzáféréssel rendelkező ellenfelek ellen alkalmazott kriptográfiai sémákat. Az ilyen sémák tanulmányozását gyakran posztkvantum-kriptográfiának nevezik. A postkvantum-kriptográfia szükségessége abból fakad, hogy sok népszerű titkosítási és aláírási sémát (ECC-n és RSA-n alapuló sémákat) Shor algoritmusa segítségével meg lehet szakítani a kvantumszámítógépen diszkrét logaritmusok faktorozására és kiszámítására. Példák olyan sémákra, amelyek a mai ismeretek szerint biztonságosak a kvantumellenségek ellen, a McEliece és a rács alapú sémák, valamint a legtöbb szimmetrikus kulcsú algoritmus. A kvantum utáni kriptográfiára felmérések már rendelkezésre állnak.
Kutatás történik továbbá arról, hogy a meglévő kriptográfiai technikákat hogyan kell módosítani annak érdekében, hogy megbirkózzanak a kvantumellenségekkel. Például, amikor megkíséreljük kifejleszteni a kvantumtámadókkal szemben biztonságos nulla tudásbiztos rendszereket, új technikákat kell alkalmazni: A klasszikus körülmények között a nulla tudásbiztos rendszer elemzése rendszerint magában foglalja a „visszatekerést”, egy olyan technikát, amelyhez másolni kell az ellenfél belső állapotát. Kvantumbeállításban az állapot lemásolása nem mindig lehetséges (nem klónozhatósági tétel); a visszatekercselési technika egyik változatát kell használni.
A kvantum utáni algoritmusokat "kvantumrezisztensnek" is hívják, mert - a kvantumkulcsszétosztással ellentétben - nem ismert vagy bizonyítható, hogy nem lesznek potenciális kvantumtámadások ellenük. Annak ellenére, hogy nem érzékenyek Shor algoritmusára, az NSA bejelenti a kvantum-rezisztens algoritmusokra való áttérés terveit. A Nemzeti Szabványügyi és Technológiai Intézet (NIST) úgy véli, hogy itt az ideje gondolkodni a kvantumbiztos primitívumokon.

## A kulcs szétosztást meghaladó kvantumkriptográfia
Eddig a kvantumkriptográfiát elsősorban a kvantum szétosztási protokollok kidolgozásával azonosították. Sajnos a kvantumkulcssztéosztás útján elosztott kulcsokkal ellátott szimmetrikus kriptoszisztémák nagy hálózatok (sok felhasználó) számára hatástalanná válnak, mivel sok páronként titkos kulcs létrehozására és manipulálására van szükség (az úgynevezett "kulcskezelés")probléma). Sőt, ez a megoszlás önmagában nem foglalkozik sok más kriptográfiai feladattal és funkcióval, amelyek létfontosságúak a mindennapi életben. Kak háromlépcsős protokollját javasolták a biztonságos kommunikációhoz, amely teljesen kvantumtudományi módszer, ellentétben a kvantumkulcsszétosztással, amelyben a kriptográfiai transzformáció klasszikus algoritmusokat használ 
A kvantumelkötelezettség és a feledékeny átadás (fent tárgyalt) mellett a kvantumkriptográfia kutatása a kulcselosztáson túl a kvantumdigitális aláírások, kvantum egyirányú funkciók és a nyilvános kulcstitkosítás, körül forog. kvantumujjlenyomat  és entitás hitelesítés (például lásd a PUF kvantum leolvasása) stb.

## Fordítás
- Ez a szócikk részben vagy egészben  a   Quantum cryptography című angol Wikipédia-szócikk ezen változatának fordításán alapul.  Az eredeti cikk szerkesztőit annak laptörténete sorolja fel. Ez a jelzés csupán a megfogalmazás eredetét és a szerzői jogokat jelzi, nem szolgál a cikkben szereplő információk forrásmegjelöléseként.